# Tannionsaari
Tannionsaari är en ö i Finland. Den ligger i sjön Suontee och i kommunen Joutsa i den ekonomiska regionen  Joutsa ekonomiska region  och landskapet Mellersta Finland, i den södra delen av landet, 190 km norr om huvudstaden Helsingfors. Öns area är 46,3 hektar och dess största längd är 1,4 kilometer i sydöst-nordvästlig riktning.